# Viking (film)
 For alternative betydninger, se Viking (flertydig). (Se også artikler, som begynder med Viking)
Viking (russisk: Викинг) er en russisk spillefilm fra 2016 af Andrej Kravtjuk.

## Medvirkende
- Danila Kozlovskij som Vladimir
- Aleksandr Ustjugov som Jaropolk
- Kirill Pletnjov som Oleg
- Andrej Smoljakov som Rogvolod
- Aleksandra Bortitj som Rogneda